# Montfort-sur-Argens
Pour les articles homonymes, voir Montfort.
Montfort-sur-Argens est une commune française située dans le département du Var, en région Provence-Alpes-Côte d'Azur.

## Géographie

### Localisation
La commune est située dans le Centre-Var, entre Carcès et Correns, au nord de Brignoles.

### Géologie et relief
Selon le tableau des risques identifiés dans le Var, la commune est concernée par les risques : Feux de forêt, inondation, Transport Gazoduc Oléoduc et TMD (la canalisation d'hydrocarbures (pipeline SPMR) traverse la commune).
La commune est située en région forestière départementale « Dépression varoise ».  Elle est labellisée dans le nouveau schéma de certification forestière PEFC (Programme for the Endorsement of Forest Certification) visant à améliorer la gestion durable des forêts françaises. La taille des forêts communales est relativement faible et est de l'ordre de 33 hectares.

### Sismicité
La commune se situe en zone de sismicité faible : bâtiment neuf de catégorie d'importance III.

### Hydrographie et les eaux souterraines
La commune est traversée :
- par l'Argens,
- et le ruisseau de la Ribeirotte, affluent de l'Argens. Leur confluence se situe sur le territoire de Montfort,
- les vallons de Robernier et des Saintes-Vierges.

### Climat
Pour des articles plus généraux, voir Climat de Provence-Alpes-Côte d'Azur et Climat du Var.
En 2010, le climat de la commune est de type climat méditerranéen franc, selon une étude du Centre national de la recherche scientifique s'appuyant sur une série de données couvrant la période 1971-2000. En 2020, Météo-France publie une typologie des climats de la France métropolitaine dans laquelle la commune est exposée à un climat méditerranéen et est dans la région climatique Provence, Languedoc-Roussillon, caractérisée par une pluviométrie faible en été, un très bon ensoleillement (2 600 h/an), un été chaud (21,5 °C), un air très sec en été, sec en toutes saisons, des vents forts (fréquence de 40 à 50 % de vents > 5 m/s) et peu de brouillards.
Pour la période 1971-2000, la température annuelle moyenne est de 14,1 °C, avec une amplitude thermique annuelle de 16,7 °C. Le cumul annuel moyen de précipitations est de 844 mm, avec 6,4 jours de précipitations en janvier et 2,1 jours en juillet. Pour la période 1991-2020, la température moyenne annuelle observée sur la station météorologique installée sur la commune est de 14,7 °C et le cumul annuel moyen de précipitations est de 789,3 mm. 
La température maximale relevée sur cette station est de 42,5 °C, atteinte le 28 juin 2019 ; la température minimale est de −11 °C, atteinte le 8 janvier 1985,,.
| Mois                                  | jan.           | fév.          | mars           | avril         | mai             | juin           | jui.          | août          | sep.          | oct.          | nov.            | déc.            | année     |
| ------------------------------------- | -------------- | ------------- | -------------- | ------------- | --------------- | -------------- | ------------- | ------------- | ------------- | ------------- | --------------- | --------------- | --------- |
| Température minimale moyenne (°C)     | 1,3            | 1,2           | 3,5            | 6,2           | 10              | 13,4           | 15,5          | 15,4          | 11,9          | 9             | 5,1             | 2               | 7,9       |
| Température moyenne (°C)              | 6,9            | 7,5           | 10,5           | 13,2          | 17,3            | 21,2           | 23,8          | 23,7          | 19,3          | 15,3          | 10,6            | 7,4             | 14,7      |
| Température maximale moyenne (°C)     | 12,5           | 13,9          | 17,5           | 20,3          | 24,6            | 29             | 32,1          | 32            | 26,8          | 21,7          | 16              | 12,7            | 21,6      |
| Record de froid (°C) date du record   | −11 08.01.1985 | −9,8 12.02.12 | −10,6 02.03.05 | −4,9 08.04.21 | 1 07.05.1981    | 3,6 01.06.1986 | 6,6 17.07.00  | 5 28.08.1985  | 2,6 21.09.17  | −4 30.10.1997 | −8 25.11.1988   | −9,3 30.12.1980 | −11 1985  |
| Record de chaleur (°C) date du record | 22,7 28.01.08  | 24,8 03.02.20 | 28,6 31.03.12  | 30,3 09.04.11 | 35,2 28.05.1997 | 42,5 28.06.19  | 41 21.07.1983 | 41,2 23.08.23 | 35,6 04.09.16 | 33,7 08.10.23 | 24,8 06.11.1992 | 23,6 30.12.21   | 42,5 2019 |
| Précipitations (mm)                   | 65,3           | 45,8          | 43,2           | 68,8          | 63,6            | 51,2           | 25,4          | 31            | 85,6          | 114,4         | 122,7           | 72,3            | 789,3     |

| Diagramme climatique                                  |             |             |             |            |            |              |          |              |            |            |           |
| J                                                     | F           | M           | A           | M          | J          | J            | A        | S            | O          | N          | D         |
| 12,51,365,3                                           | 13,91,245,8 | 17,53,543,2 | 20,36,268,8 | 24,61063,6 | 2913,451,2 | 32,115,525,4 | 3215,431 | 26,811,985,6 | 21,79114,4 | 165,1122,7 | 12,7272,3 |
| Moyennes : • Temp. maxi et mini °C • Précipitation mm |             |             |             |            |            |              |          |              |            |            |           |

Les paramètres climatiques de la commune ont été estimés pour le milieu du siècle (2041-2070) selon différents scénarios d'émission de gaz à effet de serre à partir des nouvelles projections climatiques de référence DRIAS-2020. Ils sont consultables sur un site dédié publié par Météo-France en novembre 2022.

### Voies de communications et transports

#### Voies routières
La commune est accessible par les départementales no 222 depuis Carcès et D22 depuis Correns.

#### Transports en commun
Le transport collectif est assuré par le réseau régional Mouv'enbus du réseau "Zou !.

## Urbanisme

### Typologie
Au 1er janvier 2024, Montfort-sur-Argens est catégorisée commune rurale à habitat dispersé, selon la nouvelle grille communale de densité à sept niveaux définie par l'Insee en 2022.
Elle appartient à l'unité urbaine de Cotignac, une agglomération intra-départementale regroupant deux  communes, dont elle est une commune de la banlieue,,. Par ailleurs la commune fait partie de l'aire d'attraction de Brignoles, dont elle est une commune de la couronne,. Cette aire, qui regroupe 10 communes, est catégorisée dans les aires de moins de 50 000 habitants,.

### Occupation des sols
L'occupation des sols de la commune, telle qu'elle ressort de la base de données européenne d’occupation biophysique des sols Corine Land Cover (CLC), est marquée par l'importance des forêts et milieux semi-naturels (46,7 % en 2018), une proportion sensiblement équivalente à celle de 1990 (46,4 %). La répartition détaillée en 2018 est la suivante : 
cultures permanentes (43,3 %), espaces ouverts, sans ou avec peu de végétation (27,7 %), forêts (19 %), zones urbanisées (10 %). L'évolution de l’occupation des sols de la commune et de ses infrastructures peut être observée sur les différentes représentations cartographiques du territoire : la carte de Cassini (XVIIIe siècle), la carte d'état-major (1820-1866) et les cartes ou photos aériennes de l'IGN pour la période actuelle (1950 à aujourd'hui).

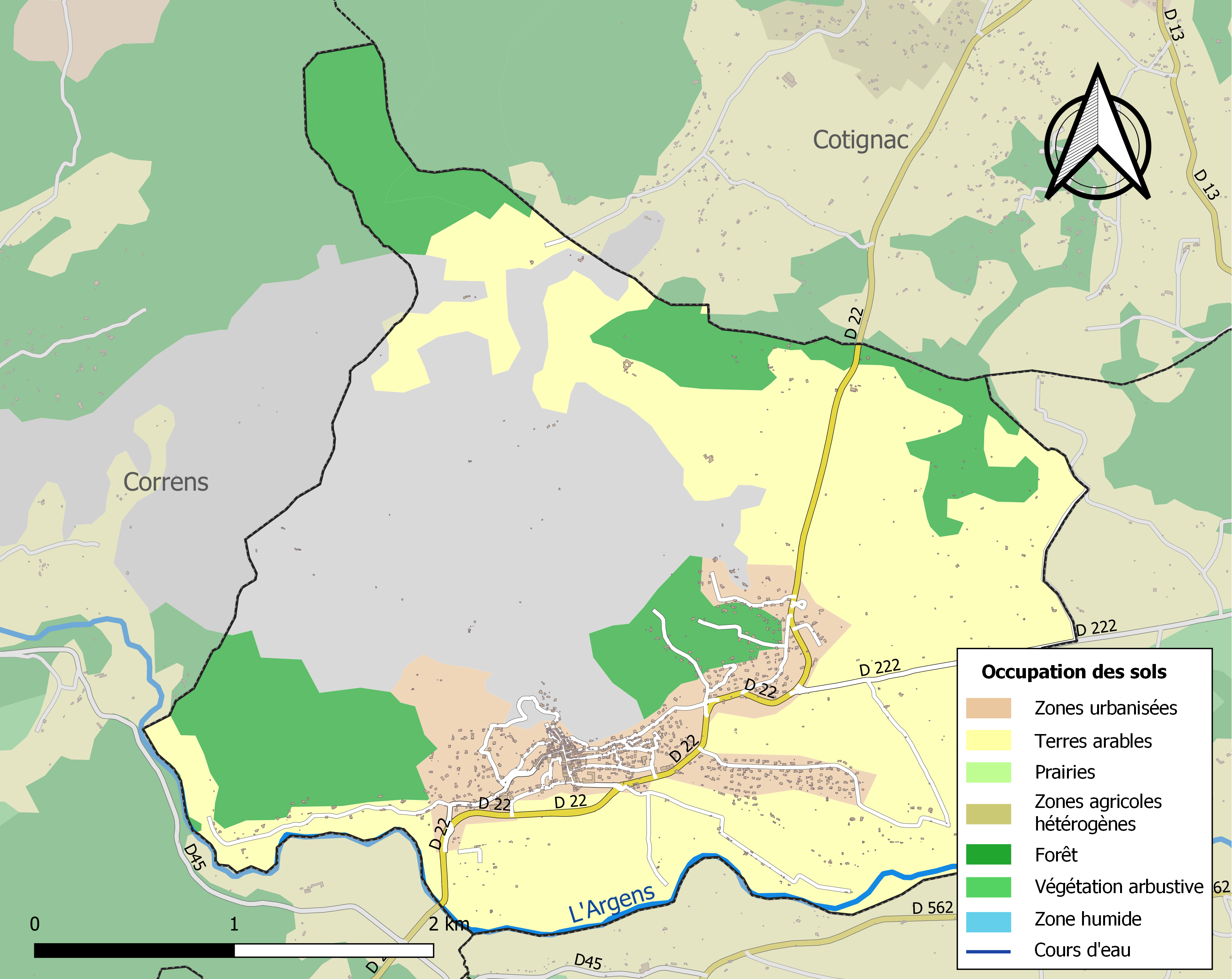
Carte des infrastructures et de l'occupation des sols de la commune en 2018 (CLC).

## Toponymie
Montfort apparaît dans les archives dès le XIIIe siècle sous le nom de Mons Fortis et de Monte Forti (le « mont fort », la « butte fortifiée »).
Le nom de la commune devient Montfort-sur-Argens en 1904. Ses habitants sont appelés les Montfortais.
Montfort-sur-Argens s'écrit Mount-Fouart en provençal de norme mistralienne. Le dictionnaire de Frédéric Mistral écrit Mount-Fort et Mount-Fouert alors que les classicistes écrivent Montfòrt d'Argens et possèdent la même prononciation. La diphtongue -oua en mistralien, uniquement oralisée en écriture classique est spécifique au Var alors que le niçois utilise -ouo (mais aussi -oua du fait des migrations d'Ouest vers l'Est provençal) et le marseillais -oue.

## Histoire
La création du castrum de Montfort a lieu au Moyen Âge, en liaison avec le prieuré de Notre-Dame de Spéluque qui est une fondation de l’Antiquité tardive.

### Les Templiers et les Hospitaliers
En 1197, le seigneur Foulques de Pontevès fait don de la seigneurie de Montfort-sur-Argens aux Templiers de la commanderie du Ruou,. En 1207, Alphonse II de Provence fait don du domaine de Montfort aux chevaliers du Temple, qui y établiront une maison du Temple. Pendant les croisades, Montfort-sur-Argens jouera un rôle important dans la présence des moines-soldats entre Argens et Verdon.
Après la disparition de l’ordre du Temple en 1308, la possession est transférée aux Hospitaliers de l'ordre de Saint-Jean de Jérusalem en 1319 qui la détruisent. En 1411, le domaine est érigé en commanderie et les Hospitaliers l'occupent jusqu'à la Révolution française,. Il s'écoule plus d'un siècle avant que la construction de l'actuel château ne soit entreprise.
En 1793, le château est transformé en prison révolutionnaire et échappe ainsi à la destruction.

## Politique et administration

### Liste des maires
| Période                                  | Période  | Identité      | Étiquette | Qualité  |
| ---------------------------------------- | -------- | ------------- | --------- | -------- |
| Les données manquantes sont à compléter. |          |               |           |          |
| 1977                                     | 2008     | André Paul    |           | vigneron |
| 2008                                     | En cours | Éric Audibert | DVD       | vigneron |

## Population et société

### Démographie
L'évolution du nombre d'habitants est connue à travers les recensements de la population effectués dans la commune depuis 1793. Pour les communes de moins de 10 000 habitants, une enquête de recensement portant sur toute la population est réalisée tous les cinq ans, les populations de référence des années intermédiaires étant quant à elles estimées par interpolation ou extrapolation. Pour la commune, le premier recensement exhaustif entrant dans le cadre du nouveau dispositif a été réalisé en 2005.

En 2022, la commune comptait 1 464 habitants, en évolution de +9,99 % par rapport à 2016 (Var : +4,98 %, France hors Mayotte : +2,11 %).
| 1793 | 1800 | 1806 | 1821  | 1831  | 1836  | 1841  | 1846  | 1851 |
| ---- | ---- | ---- | ----- | ----- | ----- | ----- | ----- | ---- |
| 925  | 965  | 926  | 1 134 | 1 136 | 1 037 | 1 057 | 1 064 | 994  |

| 1856  | 1861  | 1866  | 1872  | 1876  | 1881 | 1886 | 1891 | 1896 |
| ----- | ----- | ----- | ----- | ----- | ---- | ---- | ---- | ---- |
| 1 022 | 1 022 | 1 005 | 1 007 | 1 009 | 936  | 792  | 776  | 746  |

| 1901 | 1906 | 1911 | 1921 | 1926 | 1931 | 1936 | 1946 | 1954 |
| ---- | ---- | ---- | ---- | ---- | ---- | ---- | ---- | ---- |
| 918  | 805  | 741  | 707  | 675  | 701  | 606  | 490  | 522  |

| 1962 | 1968 | 1975 | 1982 | 1990 | 1999 | 2005  | 2006  | 2010  |
| ---- | ---- | ---- | ---- | ---- | ---- | ----- | ----- | ----- |
| 537  | 542  | 502  | 551  | 705  | 869  | 1 041 | 1 066 | 1 209 |

| 2015  | 2020  | 2022  | - | - | - | - | - | - |
| ----- | ----- | ----- | - | - | - | - | - | - |
| 1 311 | 1 456 | 1 464 | - | - | - | - | - | - |

### Enseignement
- École maternelle et élémentaire sur la commune[39].
- Les collèges les plus proches sont à Carcès, Brignoles, Besse-sur-issole, Rocbaron, Le Luc, Le cannet-des-Maures, Lorgues[40].
- Les lycées les plus proches sont à Brignoles, La Celle, Lorgues.

### Santé
Professionnels et établissements de santé :
- médecins à Le Val, Carcès, Cotignac ;
- parmacies à Le Val, Carcès, Cotignac ;
- hôpitaux à Brignoles, Salernes, Le Luc.

### Cultes
- Culte catholique Notre Dame de la Purification, église Saint-Blaise[42], Diocèse de Fréjus-Toulon.

## Économie
Montfort-sur-Argens tire ses ressources de la viticulture, de l’artisanat et du tourisme, fait partie du territoire Provence Verte et de la Communauté d'agglomération de la Provence Verte (anciennement communauté de communes Comté de Provence).

### Entreprises et commerces

#### Agriculture
- La cave coopérative vinicole La Montfortaise date de 1908[43],[44].
- La coopérative vinicole et coopérative agricole (coopérative d'approvisionnement et d'utilisation de matériel agricole) Les caves du Commandeur[45].

#### Tourisme
Plusieurs structures d’hébergement existent sur la commune : des gîtes ruraux et des chambres d’hôtes.

#### Commerces
La commune dispose de quelques commerces et services de proximité.

### Budget et fiscalité 2019
En 2019, le budget de la commune était constitué ainsi :
- total des produits de fonctionnement : 1 711 000 €, soit 1 270 € par habitant ;
- total des charges de fonctionnement : 1 519 000 €, soit 1 128 € par habitant ;
- total des ressources d’investissement : 883 000 €, soit 656 € par habitant ;
- total des emplois d’investissement : 913 000 €, soit 678 € par habitant.
- endettement : 1 239 000 €, soit 920 € par habitant.

Avec les taux de fiscalité suivants :
- taxe d’habitation : 13,00 % ;
- taxe foncière sur les propriétés bâties : 20,00 % ;
- taxe foncière sur les propriétés non bâties : 88,00 % ;
- taxe additionnelle à la taxe foncière sur les propriétés non bâties : 0,00 % ;
- cotisation foncière des entreprises : 0,00 %.

Chiffres clés Revenus et pauvreté des ménages en 2017 : médiane en 2017 du revenu disponible, par unité de consommation : 19 730 €.

## Culture locale et patrimoine

### Lieux et monuments
- Château des Commandeurs[50] : le château des Commandeurs est au sommet de la colline de ville vieille, avec la chapelle Saint-Blaise.

Ce fut aux XIIe et XIIIe siècles la Maison du Temple de Montfort appartenant aux Templiers, dépendante de la commanderie du Ruou. Elle devint au XIVe siècle une commanderie hospitalière, propriété de l'ordre de Saint-Jean de Jérusalem.
Des premiers bâtiments, qui dataient des XIIe et XIIIe siècles et qui furent détruits à la fin du XIVe siècle, il ne subsiste qu’une partie des sous-sols. L'ensemble a été reconstruit au XIVe siècle puis transformé aux XVIe et XVIIIe siècles en château. Les façades et les toitures du château sont inscrites sur l'inventaire supplémentaire des monuments historiques,. Le château est aujourd’hui une propriété privée.
- Église Notre-Dame-de-la-Purification[54] : Au XVe siècle, la ville s'étend hors-les-murs et un nombre croissant de maisons se trouvent éloigné de l'église Saint-Blaise. Une église dédiée à la purification de la vierge est alors construite à l'emplacement actuel et achevée en 1617.
- Tour de l'Horloge : La tour de l’Horloge avec campanile possède une cloche datée de 1679[55].
- Vieille ville : La vieille ville présente des ruelles, des passages voûtés, des vestiges de remparts et des fontaines.
- Porte à herse : La porte à herse est datée du XIIIe siècle[56].
- Château de Robernier[57] : Le château de Robernier possède des pigeonniers[58].
- Prieuré Notre-Dame-des-Spéluques[59] : Le prieuré Notre-Dame-des-Spéluques, qui date du XIIIe siècle-XVIIIe siècle, est un sanctuaire souterrain. Ce prieuré a été édifié sur un ancien habitat gallo-romain[60],[61],[62].
- Vestiges archéologiques :
  - Tumulus, dit Coffre mégalithique de Collorgues : découvert en 1994 par Jean-Michel Michel vide de tout contenu ; il est délimité par quatre dalles de 0,88 m de long sur 0,74 m de large pour 1 m de profondeur. 43° 30′ 04″ N, 6° 06′ 57″ E[63],[64].
  - Aqueduc Gallo-Romain Saint-Joseph[65].
  - Aqueduc Cadeton[66].
  - Monument aux morts[67]. Conflits commémorés : Guerre franco-allemande de la Première Guerre mondiale et de la Seconde[68].

### Personnalités liées à la commune
- Joseph Lambot (1814-1887), inventeur du ciment armé, né à Montfort-sur-Argens.
- Henri Sauvaire (1831-1896), épigraphe, numismate et photographe orientaliste, mort à Montfort-sur-Argens.
- Octave Vigne (1867-1945), est un homme politique, né à Montfort-sur-Argens.

### Héraldique
|  | Les armoiries de Montfort-sur-Argens se blasonnent ainsi : D'or à la pièce de canon de sable tournée à senestre, montée sur un affût de gueules et posée sur une montagne d'azur mouvant de la pointe. |